# Сендвічна сполука

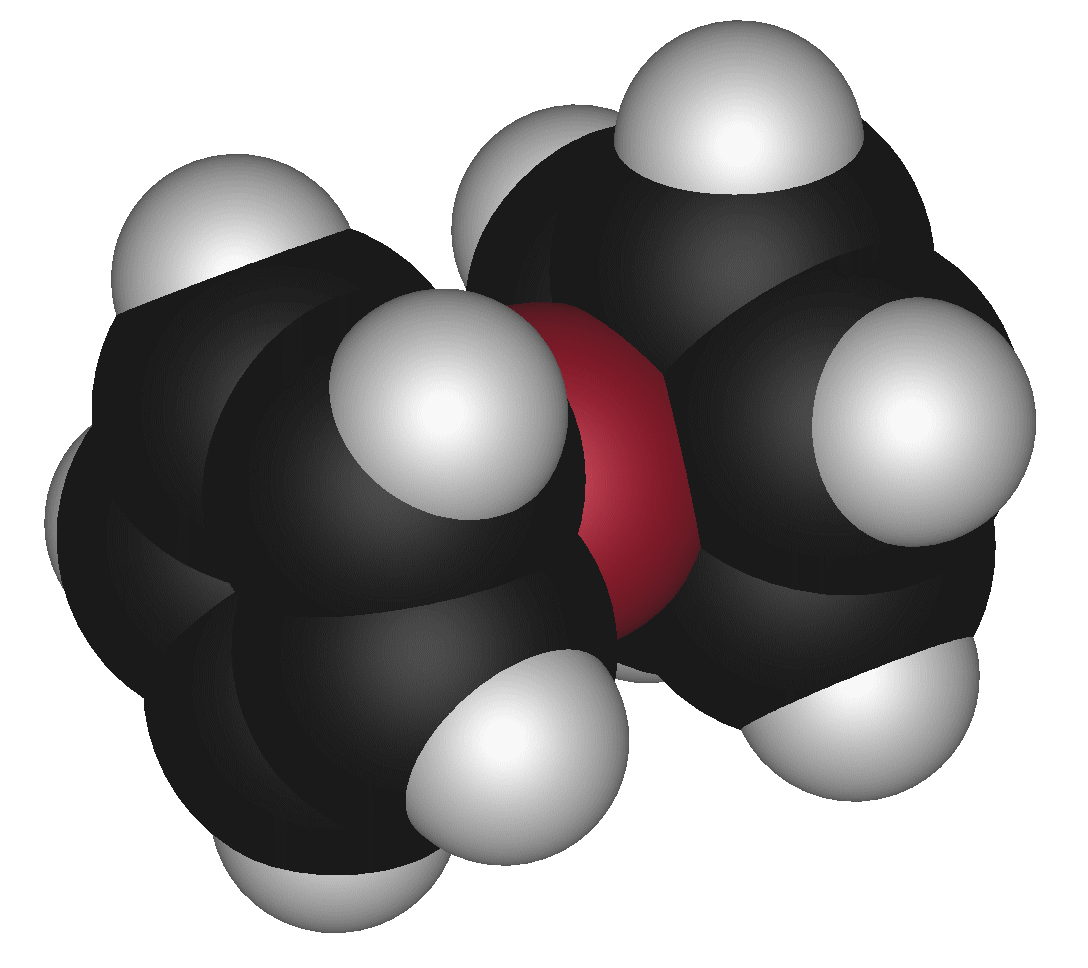
Сендвічна сполука

Се́ндвічна сполу́ка (рос. сэндвичевое соединение, англ. sandwich compound) — хімічна сполука, в якій атом металу знаходиться між двома паралельними планарними (або близькими до планарності) ароматичними структурами (наприклад, циклопентадієнільними), а зв'язок між ними є результатом координації π-електронів кільця з незаповненими орбіталями центрального атома.
Вважаються небензоїдними ароматичними системами, для яких характерні електрофільні реакції заміщення в кільцях. Взаєморозташування пентадієнільних кілець може бути трансоїдним або цисоїдним: приміром, у кристалах фероцен існує в трансоїдній конформації, в розчинах спостерігається рівновага обох форм.

Фероцен
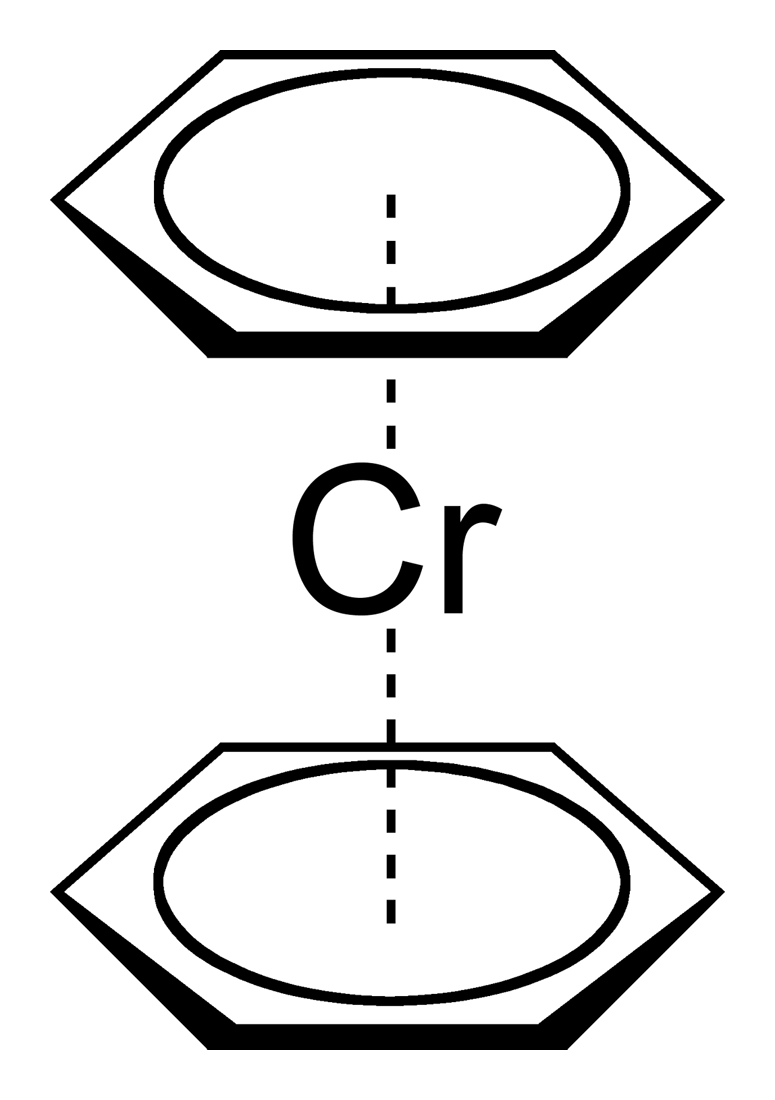
Біс(бензол)хром
Ураноцен